# Оборона Нуэво-Ларедо (1914)
Оборона Нуэво-Ларедо (исп. Nuevo Laredo) — одно из сражений во время Мексиканской революции. Осажденный гарнизон правительственных войск под командованием полковника Густаво Гвардиолы в двухдневном сражении отбил атаки войск конституционалистов генерала Пабло Гонсалеса на Нуэво-Ларедо и заставил их отступить от города.
В конце 1913 начале 1914 года конституционалисты решили ликвидировать последние опорные пункты правительственных войск на американо-мексиканской границе. В городе Охинага, штат Чиуауа, держались более трех тысяч солдат и офицеров под командованием генерала Меркадо. В случае его захвата весь штат полностью переходил под контроль повстанцев. Через другой опорный пункт, городок Пьедрас-Неграс, штат Коауила, Уэрта в течение войны получал контрабандное оружие из США. Наконец, город Нуэво-Ларедо на техасской границе был стратегически важен, так как через него шел большой поток двусторонней торговли.
Получив приказ главнокомандующего армии конституционалистов Венустиано Каррансы Северо-восточный корпус под командованием генерала Пабло Гонсалеса двинулся из Матамороса в направлении Нуэво-Ларедо и 27 декабря 1913 года прибыл в Сьюдад-Герреро, оттуда отряды Сесарео Кастро и Хесуса Давилы, имевшие в общей сложности 1100 человек и две пушки, выдвинулись в Сан-Игнасио, где ним присоединился полковник Андрес Сауседо со своим отрядом, который получил приказ взорвать железнодорожный мост в Родригес-Анауак, чтобы предотвратить подход из Монтеррея по железной дороге подкреплений уэртистам в Нуэво-Ларедо.
Уэртисты обманули каррансистов, и мост не был взорван, что позволило целому военному эшелону полковника Кинтаны с подкреплением в 1300 человек и пулеметами проследовать в Нуэво-Ларедо в прибыть в ночь на 31 декабря. Таким образом полковник Густаво Гвардиола, комендант гарнизона Нуэво-Ларедо, за день до атаки конституциоалистов к своим 600 бойцам получил 1300. Гвардиола приказал расставить к югу и западу от города на железнодорожных путях вагоны, чтобы использовать их в качестве баррикад, и через каждые сто метров расположить пулеметы вдоль всей линии обороны.
Силы конституционалистов, подошедшие 29 декабря в окрестности Нуэво-Ларедо, насчитывали не более 1500 человек и имели два орудия тяжелой артиллерии, к которым не было боеприпасов, и 14 пулеметов. Генерал Гонсалес рассчитывал получить необходимые боеприпасы к орудиям и винтовкам из Техаса. Консул США А. Б. Каррет выступил посредником между сторонами и передал федералам требование о сдаче города, что было отвергнуто.
В 6 утра первого дня 1914 года конституционалисты начали штурм Нуэво-Ларедо. Отряд Сесарео Кастро атаковал с юга, полковник Сауседо — с запада, генерал Хесус Давила — с востока.
Каррансисты атаковали по открытой местности без поддержки артиллерии и сразу же попали под хорошо организованный огонь пушек и пулеметов уэртистов. Весь день федералы отражали атаки войск генерала Гонсалеса, несших тяжелые потери убитыми и ранеными, не давая им возможности подойти к своим позициям. Артиллерия уэртистов обнаружила место штаба Гонсалеса и обстреляла его, вынудив последнего ретироваться вместе со своими помощниками. Некоторые высшие и средние командиры конституционалистов были убиты или ранены.
Со стороны Техаса многочисленные зрители наблюдали за боями между мексиканскими сторонами, шальные пули ранили нескольких зевак.
С наступлением вечера огонь федералов прекратился, чем воспользовались каррансисты, которые в некоторых местах под покровом темноты подобрались к пулеметным позициям и перебили застигнутые врасплох расчеты.
В 5 утра 2 января огонь возобновился, но конституционалисты, понесшие тяжелые потери в предыдущий день, вынуждены были находиться на расстоянии безопасного выстрела и экономить патроны, так как с американской стороны границы не пропустили боеприпасы, на что так надеялся Гонсалес.
В середине дня уэртисты силами кавалерии и пехоты внезапно контратаковали восточный фланг каррансистов вдоль берега Рио-Гранде и заставили его отступить.
В конце дня Гонсалес получил сообщение, что полковник Альберто Гуахардо, накануне выступивший с колонной федеральной кавалерии из Пьедрас-Неграс на помощь осажденному Нуэво-Ларедо, со своими шестью сотнями человек уже занял Идальго, штат Коауила, примерно 30 км к северу.
Немедленно было приказано разжечь небольшие костры, чтобы противник поверил, что нападавшие все еще на своих позициях, и начать отступление вдоль берега Рио-Гранде в направлении Сан-Игнасио. Отряд полковника Сауседо должен был оставаться на ранчо Лас-Тортильяс и наблюдать за федералами, делая вид, что готовится к новой атаке. Войска конституционалистов отошли в направлении Сан-Игнасио, Миер и Герреро, где расположились гарнизонами.
Согласно разным источником потери конституционалистов достигали от 300 до 1000 убитых и раненых. Поражение войск Гонсалеса позволило федералам еще около пяти месяцев удерживать Нуэво-Ларедо и получать оружие из США.